# Hilotes
Cet article possède un paronyme, voir Hulotte.
Dans la Grèce antique, les Hilotes ou Ilotes (en grec ancien Εἵλωτες / Heílôtes) sont une population autochtone de Laconie et de Messénie asservie aux Spartiates, qu'ils font vivre. Leur statut s'apparente à celui des serfs du Moyen Âge : attachés à la terre, ils sont la propriété de l'État lacédémonien. Ils ne sont donc pas des esclaves-marchandises, qui existent par ailleurs mais qui sont plutôt rares. L'hilotisme se rencontre également dans d'autres sociétés grecques, comme la Thessalie, la Crète ou la Sicile.

## Origine des hilotes
Le nom viendrait, selon une partie de la tradition, de la bourgade d'Hélos (Ἕλος), située au sud de Sparte. Pausanias déclare ainsi : « Ils furent les premiers appelés hilotes ». Le nom aurait donc désigné, à l'origine, une simple tribu de l'ethnie dorienne, mais cette explication est peu plausible sur le plan historique, et impossible sur le plan phonétique. On a donc proposé de rattacher le mot à ϝαλῶναι, infinitif de ἁλίσκομαι / halískomai, « être capturé, être prisonnier », et d'ailleurs certains auteurs antiques ne considèrent pas le mot comme un simple ethnonyme, mais bien comme un nom commun à connotation servile. Antiochos de Syracuse écrit ainsi : « [ils] furent décrétés esclaves et nommés hilotes », tandis que Théopompe note : « Ils appelèrent les populations asservies, les uns, hilotes, les autres, pénestes ». Cette explication est là encore douteuse : le nom est sans étymologie sûre.
Il est certain qu'une partie de l'hilotisme est issu de la conquête : c'est le cas des Messéniens, réduits au VIIIe siècle av. J.-C. par les guerres de Messénie. Hérodote, d'ailleurs, appelle les hilotes « Messéniens ».
Pour ce qui est des premiers hilotes, la situation est moins claire. Selon la tradition (Théopompe), ils seraient les descendants des habitants initiaux, Achéens, que l'arrivée des Doriens a soumis. Mais tous les Achéens n'ont pas été réduits à l'hilotisme : ainsi, la ville d'Amyclées, théâtre des Hyacinthies, jouit d'un statut privilégié. D'autres auteurs antiques proposent des théories alternatives : selon Antiochos de Syracuse, les hilotes sont à l'origine les Lacédémoniens qui n'ont pas participé aux guerres de Messénie. Pour Éphore de Cumes, ce sont des périèques de Hélos, révoltés puis réduits à l'esclavage. L'historiographie moderne privilégie la thèse d'Antiochos de Syracuse.

## Le système hilotique

### Statut
Le statut juridique des hilotes est complexe. Ils ne sont pas libres et ne possèdent aucun droit politique : ils sont donc comparables de ce fait aux esclaves-marchandises, auxquels le reste de la Grèce recourt abondamment. Au reste, nombreux sont les auteurs antiques, Grecs ou Romains, qui appellent simplement douloi ou servi les hilotes, sans se montrer toujours bien conscients de leur statut particulier. En effet, les hilotes sont attachés à une terre, ce qui les rapproche du serf médiéval.
En théorie, ils appartiennent à l'État et sont attachés à un lot de terre, le κλῆρος / klêros (« lot, héritage »). Le citoyen à qui ce kleros est dévolu ne peut ni affranchir les hilotes qui y sont attachés, ni les vendre à l'étranger. Néanmoins, il existe une forme de propriété individuelle : les citoyens se prêtent entre eux les hilotes pour dépanner, par exemple à la chasse, au même titre qu'on se prêterait chiens ou chevaux — « pour ainsi dire comme des biens propres », comme le dit Aristote. On peut dire que la cité a la nue-propriété des hilotes, tandis que le citoyen en a l'usufruit.

### Hilotes et kleros
Le kleros, portion de terre allouée à chaque Spartiate et cultivée par les hilotes, devait permettre à chaque citoyen de payer son écot. S'il s'en révélait incapable, il était exclu de la syssitie et perdait donc la citoyenneté.
Les hilotes sont attribués à des citoyens pour effectuer le travail du kléros attribué à ce citoyen, ou encore les tâches domestiques. Les sources évoquent en effet souvent les serviteurs accompagnant tel ou tel Spartiate. Plutarque montre Timaïa, femme du roi Agis II, conversant avec des femmes hilotes, ses servantes. Visiblement, elle leur accorde une certaine confiance, puisqu'elle leur confie, alors qu'elle est enceinte, que le père de l'enfant est son amant Alcibiade, et non son mari légitime. Au IVe siècle, les citoyens emploient également des esclaves-marchandises à cette fin. Certains hilotes servent également comme serviteurs des jeunes Spartiates, pendant l'éducation spartiate. Ce sont les μόθωνες / móthônes (cf. ci-après). Les hilotes peuvent être artisans.
Ils doivent donner une part de leurs récoltes (ἀποφορά / apophorá). Ce montant est, selon Plutarque, de 70 médimnes (19 qx) d'orge pour un homme, 12 médimmes pour une femme, ainsi que de l'huile et du vin, ce qui correspond à une part raisonnable pour entretenir un guerrier et sa famille, ou une veuve. Un passage de Tyrtée, cité par Pausanias, conteste l'existence de l’apophora, et parle de la moitié des revenus de la terre reversée aux maîtres. Il s'agit cependant de la situation peu de temps après la première guerre de Messénie, ce qui explique sans doute des conditions plus sévères.
Après paiement du tribut, il reste souvent à l'hilote de quoi vivre correctement : les terres de Laconie et de Messénie sont très fertiles, et permettent souvent deux récoltes. Certains peuvent même arriver à une forme d'aisance : en 223 av. J.-C., 6 000 hilotes achètent leur liberté contre 500 drachmes chacun[source insuffisante], somme assez considérable. Cependant, des mesures sont prises par les Spartiates pour éviter que leurs hilotes ne s'enrichissent.

### Démographie
Les hilotes vivent en famille et ne peuvent contracter d'union qu'entre eux. Ceci constitue déjà un réel avantage par rapport aux esclaves-marchandises, dont ni le mariage ni les liens de famille ne sont reconnus légalement. Les hilotes sont donc beaucoup moins susceptibles de voir leur famille séparée. En conséquence, les hilotes peuvent se reproduire, contrairement au reste des esclaves dans l'Antiquité. Leur nombre, probablement assez important au départ, va donc en augmentant — et ce, malgré la kryptie et autres massacres d'hilotes, ou les pertes dues à la guerre. Parallèlement, la population des pairs (citoyens spartiates), elle, ne cesse de régresser.
L'absence de recensement ne permet pas de connaître leur nombre de manière certaine, mais des estimations sont possibles. Selon Hérodote, les hilotes sont sept fois plus nombreux que les Spartiates lors de la bataille de Platées, en 479. Au moment de la conspiration de Cinadon, au tout début du IVe siècle, on peut compter sur l'agora 40 pairs sur un total de 4 000 personnes. À ce moment-là, la population totale des hilotes est estimée entre 170 000 et 224 000 personnes, femmes comprises.
Attendu que la population des hilotes ne peut croître de manière exogène (par l'achat ou la prise de guerre), elle ne peut compter que sur sa propre reproduction. Les hilotes y sont incités par les Spartiates eux-mêmes, qui mettent en œuvre pour leurs esclaves un eugénisme comparable à celui qu'ils s'imposent à eux-mêmes. En effet, selon la croyance grecque de l'époque, les caractères acquis sont hérités de même que les caractères héréditaires. Lors de la kryptie, les hilotes les plus forts constituent la cible première des kryptes : il s'agit de sélectionner les hilotes les plus mous, donc jugés les plus dociles.
Qui plus est, les Spartiates utilisent les femmes hilotes comme un moyen de subvenir aux besoins de l'État en ressources humaines : les bâtards (nothoi) issus de père spartiate et de mère hilote possèdent un rang intermédiaire dans la société lacédémonienne (les mothakes et môthones) et grossissent les rangs de l'armée civile. Il est difficile de savoir si ces naissances résultent de liaisons volontaires (au moins de la part du père) ou d'un programme mis en œuvre par l'État. Néanmoins, il est probable que les filles issues de telles unions, ne servant aucun but militaire, aient été exposées à la naissance.

### Affranchissement
Selon Myron de Priène, l'affranchissement d'hilotes est « fréquent » (πολλάκις / pollákis). Le texte suggère qu'il s'agit de libération à la suite d'un service dans l'armée. La première référence explicite à ce recours aux hilotes figure chez Thucydide, à l'occasion des événements de Sphactérie, alors que Sparte doit ravitailler ses hoplites assiégés sur l'île par les Athéniens :

« C'est que les Lacédémoniens avaient invité par des proclamations des volontaires à faire passer dans l'île du blé moulu, du vin, du fromage et tout autre aliment susceptible d'aider à soutenir un siège ; ils avaient fixé pour cela de grosses récompenses en argent, et promis la liberté à tout hilote qui y parviendrait (Traduction de Jacqueline de Romilly, Collection des Universités de France.) »

Selon Thucydide, l'appel reçoit un certain succès auprès des hilotes, qui parviennent effectivement à faire passer des vivres aux assiégés. Néanmoins, il ne précise pas si les Spartiates tiennent ou non parole. Il est possible que certains des hilotes exécutés ensuite aient fait partie des volontaires de Sphactérie.
Le second appel est proclamé pendant l'invasion de la Laconie par les Thébains. D'après Xénophon, les autorités s'engagent à affranchir tout hilote acceptant d'être incorporé. Il estime à 6 000 le nombre de ceux qui acceptent, et précise que ce nombre a plongé les Spartiates dans l'embarras.
De même, en 424, les 700 hilotes qui ont servi Brasidas en Chalcidique sont affranchis. On les appelle alors les « Brasidéiens ». Il est aussi possible de devenir libre en achetant sa liberté, ou encore en subissant l'éducation spartiate. De manière générale, les hilotes affranchis portent le nom de « néodamodes » (νεοδαμώδεις / neodamốdeis) : ceux-ci rejoignent le δῆμος / dêmos des Périèques.
Moses Finley souligne que le recours aux hilotes pour servir d'hoplites constitue un grave défaut du système. En effet, la base du système hoplitique est un entraînement strict afin de maintenir les rangs dans la phalange. Les Spartiates eux-mêmes sont des hoplites renommés en raison de leur habileté manœuvrière, résultat d'un entraînement permanent. Outre cet aspect militaire, le fait de servir comme hoplite est caractéristique du citoyen grec. Introduire des hilotes dans la phalange ne peut donc qu'engendrer des troubles sociaux.

### Un cas à part: lesmothakeset lesmothônes
Phylarque évoque une classe d'hommes, à la fois libres et non-citoyens : les μόθακες / móthakes, ayant pour caractéristique d'avoir subi l’agôgè, l'éducation spartiate. L'historiographie classique s'accorde à reconnaître que les hilotes formaient une grande partie de ces mothakes. Cependant, cette catégorie pose de nombreux problèmes, au premier rang duquel le vocabulaire.
Les auteurs antiques emploient plusieurs noms pour évoquer une réalité qui semble similaire :
- μόθακες / móthakes : connotation de liberté, Phylarchos affirme qu'ils sont libres (eleutheroi), Élien[20] qu'ils peuvent être citoyens ;
- μόθωνες / móthônes : connotation servile, le mot désigne l'esclave né à la maison ;
- τρόφιμοι / tróphimoi : pupilles, enfants adoptés, que Plutarque classe parmi les xenoi (étrangers) ;
- σύντροφοι / súntrophoi : littéralement, « ceux qui sont élevés avec », c'est-à-dire des frères de lait, donnés comme équivalents par Phylarchos des mothakes ;
- παρατρέφονοι / paratréphonoi : littéralement, « ceux qui sont nourris près de soi », signification assez différente du précédent (le mot s'applique aussi à des animaux domestiques).

La situation est compliquée par une glose d'Hésychios d'Alexandrie affirmant que les mothakes sont des enfants esclaves (δοῦλοι / doũloi) élevés en même temps que les fils des citoyens. Les philologues résolvent le problème de deux façons :
- il convient de lire μoθᾶνες / mothãnes, hapax pour μόθωνες (Arnold J. Toynbee) ;
- douloi a été interpolé par un copiste confondant mothakes et mothônes.

Quoi qu'il en soit, il semble que la conclusion doive être prudente :
- les mothônes sont les jeunes serviteurs chargés d'accomplir les tâches domestiques pour les jeunes Spartiates au cours de leur éducation (Aristote, Politique, I, 633 c), ils restent esclaves une fois devenus adultes ;
- les mothakes sont un groupe de naissance libre indépendant des hilotes.

## Peur et humiliations

### «Le mépris des hilotes»

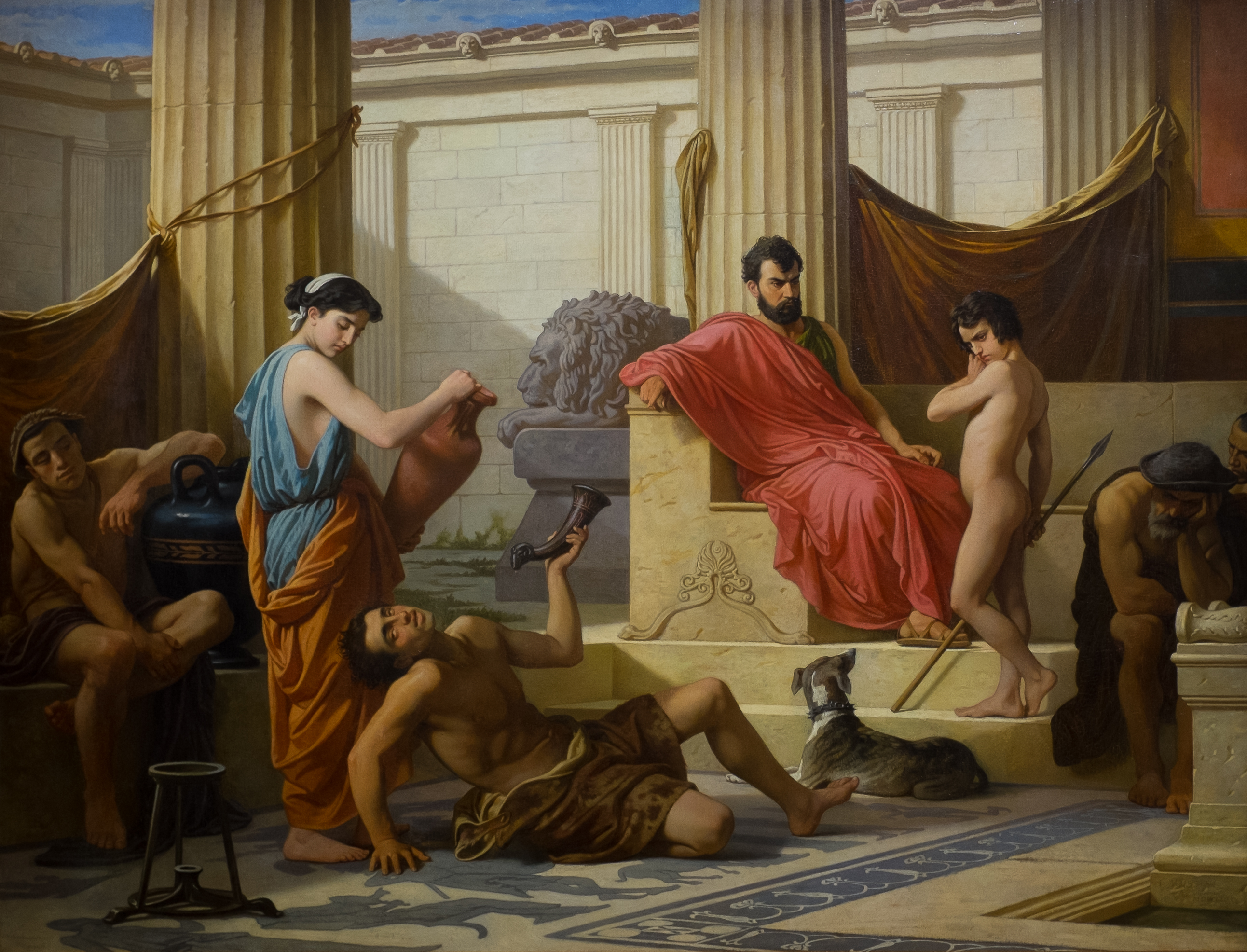
Hilote ivre. Luigi Mussini, L’Éducation à Sparte, 1869, Musée Ingres.

Cette expression de Jean Ducat traduit l'autre grande originalité des hilotes, parmi les populations serviles grecques : ils sont maltraités de manière rituelle. Les sources sur ce point sont abondantes, et détaillées.
Myron de Priène détaille les humiliations auxquelles ils sont soumis : ils doivent porter une casquette en peau de chien (κυνῆ / kunễ) et une peau de mouton (διφθέρα / diphthéra) pour les distinguer des autres. On sait la symbolique que le chien avait chez les Grecs : un animal servile et veule. Tous les ans, les hilotes sont rituellement fouettés, sans autre raison que leur rappeler leur servitude — il semble néanmoins que seule une petite partie d'entre eux, représentant symboliquement l'ensemble, était fouettée.
Plutarque indique également qu'on les forçait à boire du vin pur (considéré alors comme dangereux) pour s'enivrer, et à danser de manière grotesque devant les jeunes Spartiates, lors des syssities (banquets obligatoires). Inversement, les Thébains demandèrent à un groupe d'hilotes prisonniers de réciter des vers héroïques des poètes nationaux, Alcman et Terpandre : les hilotes refusèrent, déclarant que leurs maîtres ne le leur permettraient pas.
Qui plus est, quand les éphores entrent en fonction, c'est-à-dire tous les ans, ils déclarent systématiquement la guerre aux hilotes, ce qui permet aux Spartiates de tuer ces derniers sans encourir de souillure religieuse. La plupart du temps, on utilise pour ce faire les kryptes, les jeunes qui passent la difficile épreuve de la kryptie. En 425 av. J.-C., 2 000 hilotes sont ainsi massacrés au terme d'une mise en scène soigneusement préparée. Thucydide écrit ainsi :

« Les Lacédémoniens leur demandèrent de désigner ceux d'entre eux qui les avaient le mieux secondés à la guerre, en disant qu'ils voulaient les affranchir. En réalité, ce n'était qu'un piège ; ils estimaient que ceux qui seraient les premiers à revendiquer par fierté d'âme la liberté seraient également les premiers à se soulever. Deux mille environ furent ainsi désignés ; le front ceint d'une couronne, ils se promenèrent autour des temples, en signe que déjà ils étaient affranchis ; mais peu de temps après, les Lacédémoniens les firent disparaître, et nul ne sut jamais de quelle manière ils avaient péri (Traduction de Jean Voilquin). »

Myron de Priène indique également que les hilotes devenus trop gras étaient mis à mort, et que leurs maîtres étaient frappés d'une amende pour les avoir laissé grossir.

### Nuances
L'image que suggèrent les textes est unanime : les hilotes sont rituellement humiliés et torturés psychologiquement. Néanmoins, ce tableau mérite quelques nuances.
D'abord, l'habillement : la diphthera était de manière générale un vêtement de travailleur pauvre porté également par des hommes libres à Athènes. Ainsi, dans Les Nuées d'Aristophane, c'est le vêtement de Strepsiade. De même, le mot κυνῆ / kunễ est utilisé dans la littérature grecque, spécialement chez Homère dans l'Iliade, pour désigner un casque. À Athènes, ou dans l’Odyssée, il désigne aussi un bonnet de cuir ou de peau.
Ensuite, l'obligation faite aux maîtres d'empêcher leurs hilotes de grossir paraît assez inapplicable : les Homoioi vivant à part, comment auraient-ils pu contrôler l'alimentation de ces derniers ? En outre, les hilotes étant utilisés pour leur force de travail (par exemple pour porter les armes de leur maître à la guerre), ils devaient sans doute être correctement nourris. Nous savons par Thucydide la teneur des rations alimentaires que les Spartiates firent parvenir à leurs hoplites assiégés sur Sphactérie : deux chélices de farine d'orge, deux kotyles de vin et une quantité non précisée de viande. Nous savons également que les hilotes percevaient quant à eux une demi-ration. Sachant qu'un chélice attique correspond à 698 g, des calculs ont montré qu'une telle quantité de farine d'orge est loin d'être misérable : elle correspond à 81 % des besoins nutritionnels d'un homme moyennement actif, suivant les normes de la FAO. Sachant que les combats avaient cessé au moment décrit par Thucydide, et que la farine était complétée par un peu de viande et de vin, la ration était donc à peu près normale. Qui plus est, le fait même de prévoir une sanction pour les maîtres n'empêchant pas leurs hilotes de grossir laisse supposer que la chose était possible.

### Mesures de sécurité
Cette haine des Spartiates pour leurs hilotes vient en fait d'une peur réciproque : les Spartiates, en petit nombre par rapport à leur population servile, craignent que les hilotes ne cherchent à les détruire, c'est pour cela qu'ils les maltraitent. Selon la tradition, les Égaux se déplacent toujours avec leur lance, défont chez eux la courroie de leur bouclier de peur qu'un hilote ne s'en empare, et s'enferment dans leur maison. Thucydide résume ainsi cette situation : « Car le principe essentiel de la politique des Lacédémoniens à l'égard des hilotes a toujours été d'être principalement dictée par le souci de s'en protéger ».

## Les révoltes hilotiques
Les hilotes ne sont pas résignés à leur sort et constituent ainsi, par leur nombre, un facteur d’insécurité pour les Spartiates. Mais malgré les vicissitudes dont ils sont victimes, les hilotes, tout au long de leur histoire, se sont rarement révoltés.

### Le complot de Pausanias
La première tentative de révolte des hilotes rapportée de manière historique par Thucydide, est celle suscitée par le général Pausanias au VIe siècle av. J.-C. :

« On apprenait également qu'il intriguait avec les hilotes de la manière suivante : il leur promettait la liberté et le droit de cité, s'ils se soulevaient avec lui et l'aidaient dans toutes ses entreprises. »

Ces intrigues ne poussent pourtant pas les hilotes à la révolte : Thucydide rapporte même, au contraire, que quelques-uns dénoncent Pausanias. Sans doute les promesses de Pausanias sont-elles trop généreuses pour être crédibles. Brasidas, lui, ne s'était engagé qu'à affranchir les hilotes volontaires, et non à en faire des citoyens.

### Le massacre du Ténare
Le massacre du cap Ténare, à l'extrémité du Taygète, est également rapporté par Thucydide :

« [Les Spartiates] avaient jadis fait lever les hilotes suppliants qui se trouvaient dans le sanctuaire de Poséidon, à Ténare, puis les avaient entraînés à l'écart et massacrés. Selon eux-mêmes, cette impiété avait causé le grand tremblement de terre de Sparte. »

Cette affaire, évoquée par les Athéniens en réponse à une demande par Sparte de bannir l'Alcméonide Périclès, n'est pas datée. Nous savons seulement qu'elle survient avant le terrible tremblement de terre de 464 av. J.-C.. Thucydide est ici le seul à évoquer des hilotes : Pausanias parle plutôt de Lacédémoniens condamnés à mort. Le texte ne permet pas de conclure à un soulèvement hilotique ayant mal tourné, mais plutôt à des hilotes en fuite. En outre, une révolte d'hilotes de Laconie est peu probable, et des Messéniens ne se seraient pas réfugiés au cap Ténare.

### Le tremblement de terre
Le soulèvement, à l'occasion du tremblement de terre de 464 av. J.-C., est en revanche solidement attesté. Les historiens grecs ne s'accordent cependant pas sur son interprétation.
Selon Thucydide, les hilotes et des périèques de Thouria et d'Aithaia profitent du séisme pour se révolter et se retrancher sur l'Ithômé. Il précise que la plupart de ces révoltés sont d'anciens Messéniens, ce que confirme le recours à l'Ithômé, lieu historique de la résistance messénienne, et la précision sur les périèques de Thouria, ville située en Messénie. Inversement, nous pouvons en déduire qu'une minorité est constituée d'hilotes de Laconie : le tremblement de terre aurait donc suscité chez les hilotes laconiens la seule et unique révolte de leur histoire. Des commentateurs comme Étienne de Byzance suggèrent au reste qu'Aithia se trouve en Laconie, ce qui pourrait signifier une révolte de grande ampleur de cette région. Pausanias donne une version de l'événement similaire à celle de Thucydide.
Diodore de Sicile, probablement inspiré par Éphore de Cymé, attribue le soulèvement à parts égales aux Messéniens et aux hilotes. Cette version des faits est soutenue par Plutarque.
Enfin, certains auteurs attribuent la responsabilité du soulèvement aux hilotes de Laconie. C'est le cas de Plutarque : les hilotes de la vallée de l'Eurotas veulent profiter du séisme pour attaquer des Spartiates qu'ils pensent désarmés. L'intervention d'Archidamos II, qui fait se rassembler en armes les Lacédémoniens, les sauve à la fois du tremblement de terre et de l'attaque des hilotes. Les hilotes se replient alors et commencent une guerre ouverte, rejoints en cela par les Messéniens.
Il est difficile de trancher entre ces auteurs. Il est clair dans tous les récits, néanmoins, que la révolte de 464 constitue un traumatisme majeur pour les Spartiates. Plutarque indique même que c'est après cette révolte que sont institués la kryptie et les autres mauvais traitements à l'égard des hilotes. Si ces affirmations sont douteuses, elles témoignent du choc ressenti alors. La réaction de Sparte est immédiate : elle organise un réseau d’alliances, la Confédération péloponnésienne, pour mener la guerre, réseau dont fait partie même Athènes, qui sera son ennemie plus tard pendant la guerre du Péloponnèse.

### Les avant-postes athéniens
Durant cette même guerre et après la reddition des Spartiates assiégés dans Sphactérie, les Athéniens installent à Pylos une garnison composée de Messéniens venus de Naupacte. Thucydide souligne qu'ils espèrent exploiter le patriotisme de ces derniers pour jeter le trouble dans la région. Si les Messéniens ne déclenchent pas de guérilla, ils pillent la région et incitent des hilotes à la désertion. Sparte devra immobiliser une garnison pour contrôler leur activité. C'est le premier des ἐπιτειχισμοί / épiteikhismoi (« les remparts »), les avant-postes implantés par Athènes en territoire ennemi.
Le second avant-poste est implanté à Cythère. Cette fois, les Athéniens visent à rallier les hilotes de Laconie. Encore une fois, pillages et désertions surviennent, mais dans des proportions bien moindres que ne l'espèrent les Athéniens et ne le redoutent les Spartiates : il n'y a pas de soulèvement comparable à celui du tremblement de terre.

### La fondation de Messène
L'interventionnisme armé des spartiates conduisit a une guerre contre Thèbes au cours du IVe siècle av. J.-C. Le général thébain Épaminondas vainquit la phalange spartiate près de Thèbes en -371 à la bataille de Leuctres, et tua l'un de ses rois.
Les Thébains et leurs alliés s'engagèrent profondément dans le territoire spartiate. Épaminondas faillit s'emparer de Sparte, mais en fut empêché par une rivière en crue.
Épaminondas mis alors en place une politique d'affaiblissement de Sparte via le soutien aux hilotes libérés. La conséquence la plus importante fut la fondation, pour les hilotes libérés, de Messène, en contrebas du mont Ithomé, et dont la forteresse en constitua désormais l'acropole. La puissance spartiate est durablement affaiblie par cette libération des anciens hilotes.
En 146 av. J.-C., la Messénie devient romaine avec le reste de la ligue achéenne, et est intégrée en -27 à la province romaine d'Achaïe : le statut d'hilote n'est plus qu'un souvenir.